# 圣热尔瓦西
圣热尔瓦西（法語：Saint-Gervasy，法語發音：[sɛ̃ ʒɛʁvazi]）是法国加尔省的一个市镇，位于该省中东部，属于尼姆区。

## 地理
圣热尔瓦西（43°52'39"N, 4°28'7"E）面积6.93 平方千米，位于法国奧克西塔尼大區加尔省，该省份为法国南部沿海省份，南端濒地中海，北起顺时针与阿尔代什省、沃克吕兹省、罗讷河口省、埃罗省、阿韦龙省和洛泽尔省接壤。
与圣热尔瓦西接壤的市镇（或旧市镇、城区）包括：伯祖斯、卡布里耶尔、玛格丽特。

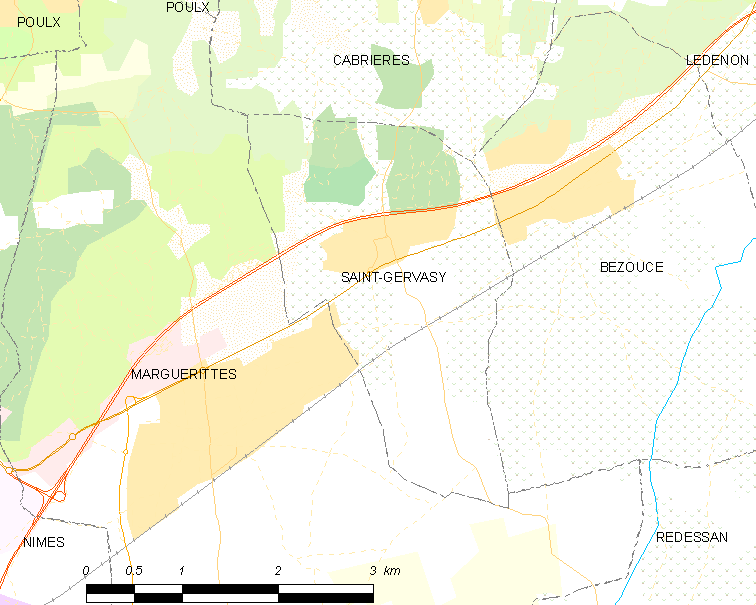
圣热尔瓦西的OSM定位图

圣热尔瓦西的时区为UTC+01:00、UTC+02:00（夏令时）。

## 行政
圣热尔瓦西的邮政编码为30320，INSEE市镇编码为30257。

## 政治
圣热尔瓦西所属的省级选区为勒代桑县。

## 人口

1962-2008年间圣热尔瓦西人口变化图示

圣热尔瓦西于2022年1月1日时的人口数量为1990人。